# Armenia zakárida
La Armenia zakárida, Armenia zacárida, Armenia de los zacarianos o Armenia de los Zakarian (en armenio: Զաքարյան Հայաստան) es el nombre utilizado para designar los territorios armenios dados en feudo por la reina Tamar de Georgia a los miembros de la familia de los Zakarian, en 1201. Después de la toma de Ani por los mongoles en 1236, la soberanía de estos últimos sustituyó a la georgiana. Los Zakarian se mantuvieron con dificultad hasta los años 1330, cuando Armenia cayó en manos de tribus turcomanas y desaparece de las fuentes históricas hacia 1360. Estrictamente, el «periodo zakárida» cubre solamente la primera mitad del siglo XIII, y acaba hacia finales 1260.
Durante el reinado de los príncipes zakáridas, estos territorios disfrutaron de una estabilidad relativa que permitió a las ciudades armenias enriquecerse. Se fundaron también varios monasterios, y tuvo lugar un verdadero renacimiento. A su caída, la región del Reino de Armenia conoció un nuevo periodo sombrío de su historia.

## Historia

### Orígenes
Desde el final del siglo X, los reinos bagrátidas y artsruni de la región de la Gran Armenia fueron cayendo en manos de los bizantinos: Taron en 968, Tayk en 1001, Vaspurakan en 1021 o 1022, Ani en 1045 y Kars en 1065; solo Lori escapó a la expansión imperial. Este dominio bizantino, de corta duración, propició la marcha del grueso de la nobleza armenia a Anatolia y Cilicia; la amenaza selyúcida despuntaba ya.
La primera incursión de estos se produjo en 1045-1046, y siguieron muchas otras; el 16 de agosto del 1064, el sultán Alp Arslan tomó Ani. La mayor parte de Armenia sucumbió entonces a los asaltos selyúcidas, excepto Lori y Syunik'; la batalla de Manzikert, en 1071, confirmó la conquista de Armenia, así como la separación geográfica entre Bizancio y la región. Esta se integró en la Persia selyúcida y se confió a diferentes emires instalados principalmente en Dvin y Ganja; los últimos reductos (Lori y Syunik') quedaron sometidos en el siglo XII. Una parte considerable de la población que había sobrevivido a estas incursiones emigró a Capadocia, e incluso más lejos, a Polonia y Galicia, mientras que en todo el Cáucaso se produjeron —hasta el siglo XV— diversas oleadas de inmigración de pueblos turcos.
En la misma época y aprovechando la desmembración del Imperio selyúcida, los Bagrationi de Georgia, David IV y Jorge III, ayudados sobre todo por los najarark refugiados en su reino, comenzaron a apoderarse de la Armenia septentrional. En 1118, conquistaron Lori y Ajtala; Ani cayó en su poder temporalmente en 1123.

### Soberanía georgiana

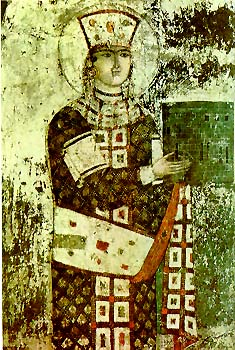
La reina Tamar de Georgia.

En el seno de la corte georgiana, una familia armenia, los Zakarian, antaño vasalla de los reyes de Lori y que había traspasado su lealtad a los Bagrationi georgianos, destacaba entre la nobleza del reino y adquirió una influencia determinante en ella durante el reinado de la reina Tamar; los hermanos Zakarê y Iván Zakarian obtuvieron respectivamente los títulos de amirspadalar («jefe de la caballería») y atabeg («padre del principe»). Lograron conquistar una parte importante del territorio de la Gran Armenia: tomaron Amberd en 1196, la llanura de Ayrarat y Ani en 1199, Dvin en 1203, derrotaron a Süleyman II Shah, sultán de Rum, en 1204 y alcanzaron el margen septentrional del lago de Van en 1208-1209; sometieron igualmente a tributo a los emires de Karin (Erzurum) y de Yerzenka (Erzincan).

Armenia durante el reinado de los Zakarian, hacia 1203.

La reina les otorgó entonces en feudo estos territorios armenios: Zakarê gobernó Ani e Iván, Dvin, ambos con el título de rey. Aunque nominalmente bajo soberanía georgiana, esta «Armenia zakárida», que se extendía de Artsaj a Kars, gozaba de amplia autonomía. Este periodo relativamente apacible y de recuperación no estuvo exento sin embargo de disputas con la nobleza, entre las que destacaron los enfrentamientos entre los Zakarian y los Orbelian de Syunik'. En todo caso, los Zakarian no controlaban directamente el conjunto de sus territorios: además de los que gobernaban las antiguas familias de Najarar —a las cuales les ligaban a menudo lazos matrimoniales (sobre todo con los Artsruni, familia a la que pertenecía la propia madre de Zakarê y de Iván)—, entregaron diversos señoríos a algunos de sus subalternos, creando así una nueva nobleza.
Sin embargo, en 1220, los mongoles, con una horda de veinte mil soldados lanzados en persecución de un rey jorezmita (Ala ad-Din Muhammad), encontraron y debelaron al ejército del rey Jorge IV de Georgia, que mandaba Iván; en enero de 1221, continuaron su avance y saquearon el norte de Armenia y el sudeste de Georgia. En 1222, les siguieron los kiptchaks, que batieron a las tropas de Iván Zakarian; este acabó, sin embargo, por vencerlos en 1223. De 1225 a 1230, los jorezmitas de Jalal ad-Din les sucedieron como principales enemigos y devastaron sobre todo Dvin, Lori y Tiflis antes de ser derrotados por una coalición compuesta fundamentalmente por tropas del Sultanato de Rum y del Reino armenio de Cilicia.

### Soberanía mongola

Evolución del Imperio mongol.
En 1294 el imperio está dividido en :
Horda de Oro
Kanato de Chagatai
Ilkanato
Imperio del gran kan (dinastía Yuan)

El año 1236 marcó el regreso de los mongoles: la reina georgiana Rusudan I se refugió en Georgia occidental con su corte y los invasores se apoderaron de la mayor parte de la Armenia zakárida (de Ani y Kars en 1239); se adueñaron del resto, los territorios al sur y al oeste, entre 1242 y 1245. Avag Zakarian, generalísimo tras la muerte de Iván (fallecido en 1227/1228), se sometió a la soberanía mongola, al igual que hizo el señor de Ani (cuya población había sido pasada a cuchillo) e hijo de Zakarê (muerto en 1213), JahenJah Zakarian. El primero se trasladó a Karakorum, donde permaneció durante al menos cinco años, y adonde acudieron también los hijos de JahenJah. Los mongoles instauraron una estructura política que integró las existentes y dividieron Armenia en dos valiatos, el de la Gran Armenia y el de Georgia, que recuperó las tierras de los Zakarian; la familia no obstante conservó el control del territorio, dividido en tres tuman (circunscripciones militares) mandados por Avag, Jahenjah y su pariente Vahram de Gag. En 1243, el kan Güyük impuso una onerosa tributación a los territorios conquistados, que causó una insurrección de la nobleza en 1248/1249, brutalmente aplastada.
El año 1256 se fundó el Ilkanato de Hulagu en Irán, en el cual quedó incluida Armenia; el reclutamiento en los ejércitos mongoles que siguió (Zakarê, hijo de Jahenjah, se distinguió durante la conquista de Bagdad en 1258), y que dejó la región indefensa frente a las bandas nómadas, atizó el descontento y originó una segunda revuelta entre 1259 y 1261, sofocada del mismo modo que la primera. Jahenjah fue apresado y pasó apuros para salvar la vida; su hijo Zakarê murió. A partir de 1261, las regiones caucásicas sufrieron asimismo los enfrentamientos entre los Estados mongoles del Ilkanato y la Horda de Oro. La llegada al trono del Ilkanato de Ghazan en 1295 supuso un punto de inflexión en el periodo mongol: este soberano se convirtió al islam y emprendió persecuciones de cristianos, que precipitaron una tercera rebelión, de nuevo reprimida con severidad.
A la muerte en 1335 de Abu Saíd Bahador Jan, el Ilkanato se descompuso y Armenia se convirtió en objeto de disputa entre dos clanes: los chupánidas y los yalayeríes; los primeros arrasaron Ani en los años 1350. A estos los reemplazó en 1357 la Horda de Oro, a la que los yalayeríes derrotaron en 1358. Pero en 1374, mongoles, turcomanos y kurdos se repartieron sus territorios. Reducidos a un papel puramente local desde 1350, los nobles armenios desaparecieron de las fuentes históricas durante este periodo, incluidos los Zakarian, que se desvanecen desde 1360.

## Impulso armenio bajo los Zakarian

### Economía y sociedad
Después del contratiempo que supuso la llegada de los selyúcidas, las ciudades armenias reanudaron su crecimiento a finales del siglo XII, en especial Ani y Dvin. Los metzatoun, la clase urbana incipiente formada por los ricos comerciantes, aumentaron su influencia y riqueza, en paralelo con el restablecimiento del comercio internacional; este último lo atestigua el crecimiento de la acuñación de moneda de oro (la moneda de cobre estaba reservada al comercio interior). Estos metzatoun comenzaron igualmente a sustituir a los najarark como propietarios de tierras.

### Artes y cultura
En el mismo periodo, las artes y la cultura resurgieron en el territorio de la Gran Armenia. La arquitectura armenia, influida por los libertadores georgianos, se caracterizó por la edificación de iglesias de mayor altura; los monasterios, que gozaban entre otros beneficios de los legados de las clases acomodadas, estaban en plena expansión y se dotaron de gavit, de jamatun, de campanarios característicos y de otros edificios. La escultura se distinguió por la ornamentación compleja y abundante que multiplicaba las composiciones figuradas, y devino en un arte destacado, con escultores como Momik; los jachkar mostraron también gran virtuosismo. En cuanto a la pintura, conocida esencialmente por las obras religiosas, se vio influida igualmente por Georgia, como se aprecia en San Gregorio de Tigran Honents en Ani o en Kobayr. Finalmente, el arte de la creación de libros continuó su desarrollo, sobre todo en Haghpat; las miniaturas pintadas en estas regiones se distinguen por su carácter monumental y la intensidad por su colorido.
La vida intelectual resurgió gracias a los monasterios, calificados a veces de hamalsaran («universidades»); así, junto a los antiguos centros de Haghpat y de Sanahin, se fundaron otros en Goshavank, Gladzor y Tatev (sobre todo debido al impulso de Gregorio de Tatev), o incluso en Joranashat. La historia destacó en la cultura armenia de la época, con ejemplos notables de historiadores como Kirakos de Ganjak y su Historia de los Armenios, Vardan Areveltsi y su Historia universal —los dos discípulos de Hovhannès Vanakan— y Stepanos Orbelian y su Historia de Syunik'. El Derecho, hasta entonces secundario en los estudios armenios, tuvo un desarrollo notable debido a la aparición en 1184 del Libro de leyes de Mjitar Gosh, una codificación parcial de la legislación, que pronto se volvió la base del derecho civil y religioso armenio de aquellos tiempos. Los Zakarian promulgaron también las leyes de los reyes bagrátidas en sus territorios. La literatura en lengua vernácula floreció principalmente debido a las fábulas, a menudo de inspiración religiosa, con autores como Mjitar Gosh, aunque con contenidos cada vez más laicos, como se aprecia en las obras de Jachatur Kecharetsi o en las Frik de finales del siglo XIII.

### Impacto de la conquista mongola
Este «renacimiento zakárida» sufrió los efectos negativos de la conquista mongola: la economía quedó arruinada por los gravosos impuestos a partir de 1243, que causó una nueva diáspora, sobre todo a Crimea. La Iglesia, eximida de la tributación temporalmente, sufrió persecuciones a finales del mismo siglo, aunque perduraron fundamentalmente intactos la vida monacal y el ímpetu intelectual de los cenobios. Numerosas ciudades fueron arrasadas, como Ani en 1236; incluso las que se libraron, como Dvin, entraron en un periodo de decadencia. Paradójicamente, el comercio internacional (al contrario del comercio interior, que menguó) se mantuvo: a cambio de una parte de sus beneficios, los mongoles protegían las caravanas de los metzatoun, lo que, conjugado con la vasta extensión del Imperio que les ofrecía nuevos mercados, contribuyó a incrementar sus riquezas. La situación política de finales del siglo XIV puso fin definitivamente, empero, a esta situación: la Gran Armenia se volvió un territorio desolado.

## Epílogo: dominio turcomano e invasiones timúridas
Entre los turcomanos, un grupo establecido en la Armenia central y meridional destacó en los años 1380, los Qara Qoyunlu. La región, muy fragmentada y debilitada, no pudo hacer frente a las incursiones de Tamerlán, acaecidas en 1386-1387, 1394-1396 y 1399-1403. La última despobló por completo ciertos distritos armenios. Al finalizar este periodo, regresaron los Qara Qoyunlu, pero ya entonces la estructura social del país había sido destruida, las familias principescas, exterminadas. Armenia entró en la «edad oscura» de su historia, los testimonios de la época escasean, entre los que destaca el de Tomás de Metsop.